# Diego del Carpio
Diego del Carpio – gmina w Hiszpanii, w prowincji Ávila, w Kastylii i León, o powierzchni 33,81 km². W 2011 roku gmina liczyła 175 mieszkańców.